# Чешихін-Вєтринський Василь Євграфович
Василь Євграфович Чешихін (псевдонім — Чешихін-Вєтринський; 20 грудня 1866 (1 січня 1867), Рига — 24 жовтня 1923, Москва) — історик російської літератури і громадської думки, публіцист, журналіст. Брат В. Є. Чешихіна.
Закінчив Ризьку Олександрівську гімназію зі срібною медаллю (1884) і фізико-математичний факультет Імператорського Санкт-Петербурзького університету. Батько не хотів, щоб син професійно займався журналістикою, наполягав на придбанні сином «реальної спеціальності». Тому той вступив на другий курс Петербурзького лісового інституту.
Неодноразово висилався за участь в нелегальних народницьких гуртках: в Ригу (1889), в місто Глазов Вятської губернії (1896—1899), де працював писарем в земській управі. Після закінчення терміну заслання переїхав за порадою В. Г. Короленка в 1900 в Нижній Новгород, де був прийнятий в число співробітників «Нижегородського листка». Близько зійшовся з О. М. Горьким, з яким вів переписку з серпня 1895 року. За рекомендацією Горького в 1901—1903 роках редагував «Самарську газету».
У Нижньому Новгороді написав книги «А. И. Герцен» (М., 1908), « Вітчизняна війна 1812 року в рідній поезії» (Нижній Новгород, 1913) і ряд інших. За брошуру «Звільнення селян і російські письменники» в 1913 році був удостоєний першої премії Московського товариства грамотності.

У 1915 році випустив «Короткий словник письменників-нижньогородців». Підготував книгу «П'ятдесят років життя Нижньогородського земства» (1914). У 1911—1915 роках редагував «Нижньогородські щорічники» (ілюстровані календарі-довідники), в яких поміщав свої статті з краєзнавства, народної освіти, діяльності земства. У 1917 році випустив календар-довідник «Друг кооператора». З 1915 року читав лекції з російської літератури в Народному університеті.
Восени 1918 року виїхав з Нижнього Новгорода в Рязань. Працював в Рязанському «Союзі кредитних і позиково-ощадних товариств». З 1920 року — в Москві, в Головкустпромі. Редагував «Вісник промислової кооперації», «Вісник кустарної промисловості».